# Игра престола (3. сезона)
Трећа сезона фантастично-драмске телевизијске серије Игра престола премијерно је приказана у САД на HBO-у 31. марта 2013, а завршена је 9. јуна 2013. године. У Србији је приказивана на HBO-у од 1. априла 2013. године. Емитована је у недељом у 21.00 у САД и чини је 10 епизода, од којих свака траје отприлике 50–60 минута. Сезона је отприлике темељена на првој половини романа Олуја мачева (трећем у серији романа Песма леда и ватре Џорџа Р. Р. Мартина, чија је Игра престола адаптација). Серију су за телевизију адаптирали Дејвид Бениоф и Д. Б. Вајс. HBO је обновио серију за трећу сезону 10. априла 2012, девет дана након премијере друге сезоне. Производња је почела у јулу 2012. године. Снимано је првенствено у Ирској, Северној Ирској, Хрватској, Исланду и Мароку.
Радња се одвија у измишљеном свету, првенствено на континенту који се зове Вестерос, при чему се једна прича одвија на другом континенту на истоку, Есосу. Попут романа, сезона наставља причу о Рату пет краљева: након смрти Ренлија Баратеона, сва четири краља у Вестеросу верују да имају право на Гвоздени престо, поред Роба Старка, који тражи освету за смрт свог оца Неда Старка и независност Севера. Сезона такође садржи и друге приче: Денерис Таргарјен почиње свој успон у моћи на Есосу; Недов ванбрачни син, Џон Снежни, иде тајно иза Зида; друга Старкова деца се боре да преживе у Вестеросу; Џејми Ланистер се враћа у престоницу и цео Вестерос је обавештен о поново пробуђеној претњи Армије мртвих.
Игра престола има велики глумачки ансамбл, који укључује Питера Динклиџа, Николаја Костер-Волда, Лину Хиди, Емилију Кларк и Кита Харингтона. Сезона је представила низ нових чланова глумачке екипе, укључујући Дајану Риг, Кирана Хајндса, Натали Емануел и Ивана Реона.
Критичари су похвалили продукцију и глумачку екипу. Гледаност је поново порасла у односу на претходну сезону. Сезона је освојила 2 од 16 награда Еми за које је номинована. Номинације су укључивале награду за најбољег споредног глумца у драмској серији (Динклиџ), најбољу споредну глумицу у драмској серији (Кларк) и најбољу драмску серију. Такође је освојила Телевизијску награду по избору критичара за најбољу драмску серију.

## Епизоде
| Бр. еп. (укупно) | Бр. еп. (у сезони) | Наслов                      | Редитељ         | Сценариста                 | Премијера       | Гледаност у САД (милиони) |
| --- | ------------------ | --------------------------- | --------------- | -------------------------- | --------------- | ------------------------- |
| 21 | 1                  | Валар дохерис               | Данијел Минахан | Дејвид Бениоф и Д. Б. Вајс | 31. март 2013.  | 4,37                      |
| Након напада Белих ходача, преживели чланови Ноћне страже, укључујући Семвела Тарлија и Џеора Мормонта, крећу назад ка Зиду како би упозорили Седам краљевстава. Џон Снежни је доведен пред Менса Рајдера, „Краља с оне стране Зида”, и обећава своју лојалност дивљанима. Рањени Тирион Ланистер покушава да преговара о наслеђивању Ливачке стене са својим оцем Тивином, који не пристаје на то. Маргери Тирел почиње да посећује сирочиће у Краљевој Луци. Петир Белиш „Малопрстић” нуди помоћ Санси Старк да побегне из Краљеве Луке. Рос упозорава Шаи да не верује Малопрстићу. Давоса Сиворта спасава Саладор Сан, који жели да прекине савез са Станисом Баратеоном. Давос се враћа на Змајкамен где неуспешно покушава да убије Мелисандру, након чега је затворен. Она га криви што је убедио Станиса да јој не дозволи да им се придружи у бици. На Есосу, Денерис Таргарјен стиже у Астапор да би купила војску строго обучених војника плаћеника познатих као „Неокаљани”. На Денерис је покушан атентат, али Баристан Селми, бивши заповедник Краљеве гарде, спасава је и обећава јој своју лојалност. |                    |                             |                 |                            |                 |                           |
| 22 | 2                  | Црна крила, црне вести      | Данијел Минахан | Ванеса Тејлор              | 7. април 2013.  | 4,27                      |
| Бријена од Опорја наставља да прати Џејмија Ланистера преко Речних земаља до Краљеве Луке. Он је натера на борбу, коју прекидају војници Руза Болтона, који их заробљавају. Роб Старк добија вест да је Зимоврел опустошен, а да су његова браћа Брен и Рикон нестали. Роб скреће пажњу са рата против Ланистера да би у Брзоречју присуствовао сахрани Хостера Тулија, Кејтлининог оца. Ово љути Рикарда Карстарка, који тражи освету пошто су Ланистери убили његове синове. Арја Старк, Џендри и Питуљица такође иду према Брзоречју, али их зауставља побуњеничко „Братства без барјака”. Задржавају се у једној гостионици, где им заробљени Сендор „Псето” Клегани открива Арјин идентитет. Маргери и њена бака Олена, „Краљица трња”, убеђују Сансу да им открије истину о Џофријевом девијантном карактеру. Теона Грејџоја муче непознати отмичари. Брен, Рикон, Оша и Ходор упознају Џоџена и Миру Рид, децу Хауланда Рида, вазала Старкових. Џоџен, који дели Бренове чудне снове, каже Брену да може да уђе у ум животиња. |                    |                             |                 |                            |                 |                           |
| 23 | 3                  | Алеја казне                 | Дејвид Бениоф   | Дејвид Бениоф и Д. Б. Вајс | 14. април 2013. | 4,72                      |
| Роб и Кејтлин присуствују сахрани Хостера Тулија у Брзоречју. Тивин шаље Малопрстића у Гнездо соколово да се ожени Лизом Ерин како би обезбедио савез са њом, и проглашава Тириона новим господаром ризница. Питуљица остаје да ради у гостионици, док Арја и Џендри прате Братство без барјака. Сазнавши за масакр на Песници Првих људи, Рајдер шаље Џона и групу дивљана да се попну преко Зида и нападну Стражу док је ослабљена. Преживели људи из Ноћне страже враћају се у Крастерову утврду, где Гили рађа сина. Теона ослобађа непознати младић, који га касније поново спасава. Мелисандра одлази са Змајкамена, тајанствено наговештавајући да је за победу потребна краљевска крв. Денерис мења једног од својих малих змајева за 8.000 Неокаљаних и преводитељку Мисандеи, упркос Џориним и Баристановим саветима. Џејми убеђује свог отмичара, Лока, да спречи своје војнике да силују Бријену тврдећи да ће њен отац платити огромну откупнину; Лок пристаје, али онда, без упозорења, одсече Џејмијеву десну шаку. |                    |                             |                 |                            |                 |                           |
| 24 | 4                  | И његова се стража завршила | Алекс Грејвс    | Дејвид Бениоф и Д. Б. Вајс | 21. април 2013. | 4,87                      |
| Теонов „спасилац” га издаје, враћајући га у тамницу ради још мучења. После неуспелог покушаја бекства, Џејми верује да је изгубљен без своје десне шаке; Бријена га убеђује да се не преда. Варис говори Тириону како је постао евнух, затим му показује мађионичара који га је кастрирао, који је сада његов заробљеник. Он саветује Тириона да буде стрпљив у тражењу своје освете. У Крастеровој утврде, преживели чланови Ноћне страже, изгладнели, долазе у сукоб са својим домаћином. Крастер и Мормонт су убијени у борби која уследи, а Сем бежи са Гили и њеним новорођеним сином. Арја и Џендри су одведени у тајну пећину Братства без барјака, где се састају са њиховим вођом Бериком Дондерионом, који касније изазива Псето на суђење борбом. Маргери предлаже Санси да се уда за Лораса, а Санси се ова идеја допада, не знајући да је Лорас хомосексуалац. Денерис се састаје са робовласником Кразнисом да би заменила једног свог змаја за војску Неокаљаних. Када је договор постигнут, она наређује Неокаљанима да убију све господаре робова, а свом змају да спали Кразниса; она ослобађа Неокаљане, који је добровољно следе. |                    |                             |                 |                            |                 |                           |
| 25 | 5                  | Пољубац ватре               | Алекс Грејвс    | Брајан Когман              | 28. април 2013. | 5,35                      |
| Тирион, знајући да је Круна у великим дуговима према Гвозденој банци, убеђује Олену да плати половину краљевског венчања. Санса говори Малопрстићу да жели да остане у Краљевој Луци. Тивин открива намеру Тирелових да удају Сансу за Лораса. Како би то онемогућио, планира да уда Сансу за Тириона, а Серсеи за Лораса, на шта обоје приговарају. Станис признаје неверство својој жени Селиси, која каже да зна за то и да га одобрава. Њихова ћерка, принцеза Ширин, шуња се у тамницу да посети Давоса и учи га да чита. Псето је пуштен након што је убио Дондериона на суђењу борбом. Торос васкрсава Дондериона, користећи моћ Господара светлости. Џендри остаје са Братством без барјака, које намерава да откупи Арју Робу. Након што су испоручени Рузу Болтону, Џејми говори Бријени да је убио „лудог” краља Ериса Таргарјена да би га спречио да уништи Краљеву Луку дивљом ватром. Роб погуби лорда Карстарка након што је овај убио два заробљена дечака Ланистера. Пошто су га Карстаркови напустили, Роб се нада да ће склопити нови савез са Валдером Фрејем. Игрит заводи Џона, који крши своје завете Ноћне страже. Денерис подстиче Неокаљане да изаберу вођу међу њима; они бирају Сивог Црва. |                    |                             |                 |                            |                 |                           |
| 26 | 6                  | Успон                       | Алик Сахаров    | Дејвид Бениоф и Д. Б. Вајс | 5. мај 2013.    | 5,50                      |
| У Краљевој Луци, Тивин приморава Олену на договор да уда Серсеи за Лораса. Серсеи признаје Тириону да је Џофри покушао да га убије током опсаде. Тирион обавештава Шаи и Сансу о својој и Сансиној веридби. Малопрстић каже Варису да је открио да је Рос била Варисов доушник и да ју је Џофри убио. У Речним земљама, Мелисандра откупљује Џендрија од Братства без барјака, и прориче Арји да ће убити много људи смеђих, зелених и плавих очију; она обећава да ће се поново срести. Након што је оженио Талису, Роб склапа нови споразум са Валдером Фрејем, обећавајући му Харендвор, као и да ће његов ујак Едмур Тули оженити Фрејеву ћерку или унуку. Руз Болтон планира да пошаље Џејмија у Краљеву Луку, али одбија да дозволи Бријени да оде са њим. На непознатој локацији, мистериозни човек наставља да мучи Теона. На северу се јавља напетост између Оше и Мире. С оне стране Зида, Сем наставља свој пут са Гили, док се Џон и Игрит пењу преко Зида са још двојицом дивљана. |                    |                             |                 |                            |                 |                           |
| 27 | 7                  | Медвед и девица љупка       | Мишел Макларен  | Џорџ Р. Р. Мартин          | 12. мај 2013.   | 4,84                      |
| На северу, Џоџен говори Брену да не смеју да се заустављају у Црном замку, већ да морају да путују с оне стране Зида да пронађу трооког гаврана; Оша их упозорава на Беле ходаче. Џонов и Игритин однос се продубљује, што љути љубоморног дивљанина, Орела. Теонов мучитељ га кастрира. Роб сазнаје да је Талиса трудна. Арја бежи од Братства без барјака, након чега је хвата Псето. Мелисандра открива Џендрију да му је отац био краљ Роберт. Шаи упозорава Тириона да ће се њихова веза завршити када се ожени са Сансом. Тивин и Џофри разговарају о Денерис; Тивин је одбацује као потенцијалну претњу. Денерис стиже до Јункаја и објављује рат граду. Руз Болтон одлази из Харендвора на венчање Едмура Тулија, а Џејми се опрашта од Бријене док одлази у Краљеву Луку. На путу, Џејми сазнаје да је Лок одбио откупнину Бријениног оца. Враћа се у Харендвор и проналази Бријену како се у јами бори са медведом. Он је спасава и они заједно одлазе у Краљеву Луку. |                    |                             |                 |                            |                 |                           |
| 28 | 8                  | Други синови                | Мишел Макларен  | Дејвид Бениоф и Д. Б. Вајс | 19. мај 2013.   | 5,13                      |
| Тирион и Санса се венчавају у Краљевој Луци. Серсеи показује своје незадовољство према Маргери и Лорасу. На свадби, Тирион изазива пијану сцену. Тивин захтева да Тирион брзо произведе наследника Ланистера, али Тирион касније уверава Сансу да неће конзумирати брак без њеног пристанка. Псето говори Арји да иду према Близанцима да би је откупио од Роба. Станис ослобађа Давоса, захтевајући да поштује Мелисандру. Она стиже на Змајкамен са Џендријем, којег заводи како би му извукла крв помоћу пијавица. У магијском ритуалу, Станис баца крвљу напуњене пијавице у ватру док именује тројицу узурпатора: Роба Старка, Белона Грејџоја и краља Џофрија. Денерис сазнаје да је Јункај унајмио плаћенике познате као „Други синови”. Један од њихових згодних поручника, Дарио Нахарис, убија остале вође и обећава лојалност чете Денерис. Сема и Гили напада један Бели ходач, којег Сем уништава бодежом од змајстакла. |                    |                             |                 |                            |                 |                           |
| 29 | 9                  | Кише над Кастамиром         | Дејвид Натер    | Дејвид Бениоф и Д. Б. Вајс | 2. јун 2013.    | 5,22                      |
| Сем, Гили и њен син стижу до Зида. Док се крије у једној кули током олује, Брен улази у Ходоров ум како би га спречио да својим јадиковањем открије њихово скровиште дивљима испред. У близини, Џон одбија да убије једног фармера, кога на крају убија Игрит; Џона нападају други дивљани. Брен користи своју способност варге да спаси Џона, који убија Орела пре него што побегне, остављајући бесну Игрит иза себе са дивљанским вођом Тормундом. Оша, Рикон и његов језовук, Чупавко, одлазе на Последње огњиште, док Брен, Мира, Џоџен, Ходор и Бренов језовук Лето планирају да оду с оне стране Зида. Денерис шаље Џору, Нахариса и Сивог Црва да се инфилтрирају у Јункај и отворе градске капије њеној војсци. Јункајски робови се добровољно предају њеним снагама. Роб долази у Близанце и извињава се лорду Валдеру што је прекршио свој договор да ожени његову ћерку или унуку. Чини се да Валдер прихвата његово извињење, а Едмур се жени Розлин Фреј, једином лепом Валдеровом унуком. Након што младенци напусте гозбу, Валдерови људи убијају Кејтлин, Талису и Старкове људе, док Руз Болтон, сада лојалиста Ланистера, убија Роба. Сер Бринден Тули, Кејтлин ујак, преживљава, пошто је напустио гозбу пре почетка масакра. Псето и Арја стижу у Близанце током масакра, али, схвативши ситуацију, Псето је одводи на сигурно. |                    |                             |                 |                            |                 |                           |
| 30 | 10                 | Миса                        | Дејвид Натер    | Дејвид Бениоф и Д. Б. Вајс | 9. јун 2013.    | 5,39                      |
| Открива се да иза масакра стоји Тивин Ланистер, који награђује кућу Фреј са Брзоречјем и именује Руза Болтона за господара Севера. Теон сазнаје да су га његови људи предали у замену за сигуран пролаз из Зимоврела, као и да је његов отмичар Ремзи Снежни, Болтоново копиле. Противно Белоновој жељи, Јара предводи мисију спасавања Теона. Арја и Псето убијају неке Фрејеве војнике који су се изругивали Робовој смрти. Џејми и Бријена стижу у Краљеву Луку где се Џејми поново налази са Серсеи. Сем и Гили наилазе на Бренову дружину и, не могавши да их спречи да путују северно од Зида, Сем им даје оружје од змајстакла. Сем се враћа у Црни замак са Гили. Мештар Емон тера Сема да пошаље гавране да упозоре Седам краљевстава на Беле ходаче. Игрит проналази Џона и гађа га са три стреле, намерно га само ранивши. Он бежи, враћајући се у Црни замак. На Змајкамену, Давос помаже Џендрију да побегне како би спречио да буде жртвован; Станис опрашта Давосу, а затим креће на Север да помогне Стражи у борби против претње Белих ходача. На Есосу, ослобођени јункајски робови прихватају Денерис као своју „мајку”. |                    |                             |                 |                            |                 |                           |

## Улоге
| - Питер Динклиџ као Тирион Ланистер - Лина Хиди као Серсеи Ланистер - Емилија Кларк као Денерис Таргарјен - Кит Харингтон као Џон Снежни - Ричард Маден као Роб Старк - Ијан Глен као Џора Мормонт - Мишел Ферли као Кејтлин Старк - Ејдан Гилен као Петир „Малопрстић” Белиш - Чарлс Денс као Тивин Ланистер - Лијам Канингам као Давос Сиворт - Стивен Дилејн као Станис Баратеон - Карис ван Хаутен као Мелисандра - Натали Дормер као Маргери Тирел - Џон Бредли као Семвел Тарли - Џек Глисон као Џофри Баратеон | - Софи Тарнер као Санса Старк - Уна Чаплин као Талиса Старк - Сибел Кекили као Шаи - Роуз Лезли као Игрит - Џејмс Козмо као Џеор Мормонт - Џером Флин као Брон - Николај Костер Волдо као Џејми Ланистер - Ајзак Хемпстед Рајт као Брен Старк - Мејси Вилијамс као Арја Старк - Алфи Ален као Теон Грејџој - Џо Демпси као Џендри - Рори Макан као Сендор „Псето” Клегани - Конлет Хил као Варис - Питер Вон као мештар Емон Таргарјен |